# Rubberneckin'
"Rubberneckin'" er en komposition af Dory Jones og Bunny Warren. Sangen blev indspillet af Elvis Presley den 20. januar 1969 hos American Studios i Memphis.
"Rubberneckin'" blev udsendt som B-side på en single med "Don't Cry Daddy" (Mac Davis) som A-side. Dette skete i november 1969 samtidig med premiere på filmen Change Of Habit, hvor "Rubberneckin'" blev anvendt. "Rubberneckin'" var den eneste af filmens sange, der blev udsendt samtidig med filmen, og den nåede på ingen måde i nærheden af hitlisternes top. 
En remixet udgave, der blev produceret af Paul Oakenfold, blev udsendt som single i august 2003 som forløber for albummet Elvis 2nd To None, hvor sangen i den remixede version er med.

## Andet
De to kompositører, Dory Jones og Bunny Warren, er pseudonymer for sangens egentlige ophavsmand, Ben Weisman, der i alt har skrevet 57 af Elvis Presleys sange.